# 세르 보니타 노 바스타
《세르 보니타 노 바스타》(스페인어: Ser bonita no basta)은 2005년 방영된 베네수엘라의 텔레노벨라이다.